# Coalition rouge-verte (Autriche)
Pour les articles homonymes, voir Coalition rouge-verte.
En Autriche, une « coalition rouge-verte » (Rot-grüne Koalition) désigne une alliance formée par le Parti social-démocrate d'Autriche (rouge) et Les Verts, parti écologiste situé à gauche de la scène politique.

## Existence

### Fédérale
Actuellement, ce type de coalition n'a jamais gouverné au niveau fédéral. À la suite des législatives de 2006, il ne manquait que trois sièges aux deux partis (89 sur 183) pour atteindre la majorité absolue au Conseil national.

### Régionale
| Land   | Députés  | Dates                                                            | Bourgmestre | Bourgmestre          | Cabinet  |
| ------ | -------- | ---------------------------------------------------------------- | ----------- | -------------------- | -------- |
| Vienne | 60 / 100 | 25 novembre 2010 – 24 novembre 2015 (4 ans, 11 mois et 30 jours) |             | Michael Häupl (SPÖ)  | Häupl V  |
| Vienne | 54 / 100 | 24 novembre 2015 - 24 mai 2018 (2 ans et 6 mois)                 |             | Michael Häupl (SPÖ)  | Häupl VI |
| Vienne | 54 / 100 | depuis le 24 mai 2018 (6 ans, 9 mois et 12 jours)                |             | Michael Ludwig (SPÖ) | Ludwig   |